# Arnegiscle
Arnegiscle, Arnégiscle ou Arnigiscle (Arnegisclus ou Arnigisclus en latin ; † 447) est un général de l'Empire romain d'Orient.
D'origine gothique, il se met au service de l'Empire romain d'Orient et devient magister militum per Thracias et général de l'empereur Théodose II.
Selon le chroniqueur Marcellinus, en 441, Arnegiscle assassine « traitreusement » en Thrace le magister militum Jean le Vandale. L'élimination de Jean serait peut-être liée à une réaction anti-Vandale provoquée par la prise de contrôle d'une partie de l'Afrique romaine par les Vandales, et à leurs relations exécrables avec l'Empire.
En 447, il est envoyé par l'empereur pour repousser l'invasion des Huns  d'Attila venus piller la Thrace, à la suite de l'affaiblissement de Constantinople par un immense tremblement de terre. Menant les troupes romaines de Marcianopolis à la bataille de l'Utus, il trouve la mort au combat. Marcellinus raconte que « Arnegiscle, maître de la milice, livra bataille à Attila en Dacie inférieure, le long de la rivière Utus (auj. Vit, en Bulgarie), et après avoir tué un très grand nombre d’ennemis, il perdit la vie ». Cette bataille est une défaite totale des Romains, les troupes hunniques purent piller toute la Thrace sans pour autant assiéger Constantinople.
Son fils Anagast (en) fut également un général de l'empire d'Orient et se rebella contre l'empereur Léon Ier à l'instigation du général Ardabur.

## Sources primaires
- Priscus, Histoire byzantine (fragments)
- Comte Marcellin, Chronique
- Jean d'Antioche, Chronique universelle (fragments)